# First Look Media
A First Look Media é uma organização de americana sem fins lucrativos fundada por Pierre Omidyar em outubro de 2013 como um ponto de encontro para o "jornalismo independente e original".
O projeto começou como uma colaboração com Glenn Greenwald, Jeremy Scahill e Laura Poitras e um financiamento de 250 milhões de dólares prometido por Pierre Omidyar. A organização anunciou planos para apoiar várias publicações, a primeira das quais foi The Intercept, que foi lançado em fevereiro de 2014. Em 10 de março de 2014, a empresa anunciou que passava a contar com o editor do blogue Gawker, John Cook, como editor-chefe do The Intercept, bem como com Natasha Vargas-Cooper e Andrew Jerrell Jones, como redatores do site. Em junho de 2014, foi anunciado que Morgan Marquis-Boire ingressaria na First Look Media como diretor de segurança.

## Podcasts
A First Look Media começou uma parceria para produzir podcasts em 2016. Os programas incluem:
- Politically Re-Active com W. Kamau Bell e Hari Kondabolu (com Earwolf )
- Intercepted com Jeremy Scahill (com Panoply Media )
- Maeve in America - apresentado por Maeve Higgins (com Panoply Media )
- Missing Richard Simmons - apresentado por Dan Taberski (com Pineapple Street Media ) [9]
- Deconstructed com Mehdi Hasan
- Murderville, GA com Liliana Segura e Jordan Smith[10]
- Running From Cops com Dan Taberski[11]